# Afogados da Ingazeira FC
Afogados da Ingazeira FC is een Braziliaanse voetbalclub uit Afogados da Ingazeira in de staat Pernambuco. 

## Geschiedenis
De club werd opgericht in 2013 en nam het volgende jaar deel aan de Série A2 van de staatscompetitie. In het eerste seizoen bereikte de club de tweede fase, maar werd hier voor Belo Jardim uitgeschakeld. Een jaar later plaatste de club zich voor de eindfase en verloor nu in de halve finale van Vitória. In 2016 bereikten ze de finale, die ze verloren van Flamengo de Arcoverde. De club promoveerde wel naar de hoogste klasse.
Na een tegenvallend eerste seizoen plaatsten ze zich in 2018 voor de tweede fase en verloren hier van Náutico. In 2019 geraakten ze na een overwinning op Santa Cruz in de halve finale, waar ze opnieuw van Náutico verloren. Door deze prestatie plaatste de club zich voor de Copa do Brasil 2020 en Série D 2020. In de Copa maakten ze furore door na Atlético Acreano te verslaan ook te winnen van topclub Atlético Mineiro. In de derde ronde werden ze dan uitgeschakeld door Ponte Preta. In de Série D werden ze na de eerste ronde uitgeschakeld. In 2021 kon de club via de staatscompetitie alvast een plaats afdwingen voor de Série D van 2022. 